# Rudolf Anschober
Rudolf Anschober (ur. 21 listopada 1960 w Wels) – austriacki polityk i samorządowiec, poseł do Rady Narodowej, minister w rządzie krajowym Górnej Austrii (2003–2020) oraz w rządzie federalnym (2020–2021).

## Życiorys
W 1979 ukończył szkołę średnią w miejscowości Vöcklabruck, a w 1981 szkołę dziennikarską przy izbie handlowej w Linzu. W latach 1981–1983 kształcił się w akademii pedagogicznej w Salzburgu. Do 1990 pracował jako dziennikarz i nauczyciel. Dołączył do Zielonych, w latach 1986–1990 był rzecznikiem tej partii w Górnej Austrii.
Od 1990 do 1997 sprawował mandat deputowanego do Rady Narodowej. W 1997 zasiadł w landtagu, gdzie kierował frakcją poselską swojego ugrupowania. Od 2003 członek rządu krajowego Górnej Austrii, kierowanego kolejno przez Josefa Pühringera i Thomasa Stelzera z Austriackiej Partii Ludowej. Powierzano mu odpowiedzialność m.in. za środowisko, energię, ochronę klimatu i ochronę konsumentów oraz integrację.
W styczniu 2020 został powołany na stanowisko ministra w federalnym drugim rządzie Sebastiana Kurza. Został wówczas ministrem pracy, spraw społecznych, zdrowia i konsumentów. Po rekonstrukcji struktury organizacyjnej rządu został w tym samym miesiącu ministrem spraw społecznych, zdrowia, pielęgniarstwa i konsumentów. W kwietniu 2021 podał się do dymisji, motywując to problemami zdrowotnymi. Zakończył urzędowanie w tym samym miesiącu.